# Dr. Bloodmoney, or How We Got Along After the Bomb
Dr. Bloodmoney, or How We Got Along After the Bomb är en science fiction-roman av Philip K. Dick skriven 1963 och publicerad 1965. Den nominerades till Nebulapriset 1965.